# George Morgan (zenész)
George Morgan (Tennessee, 1924. június 28. – Tennessee, 1975. július 7.)  amerikai countryénekes. Egyike a Country Music Hall of Fame-nek, a The Grand Ole Opry egykori tagja. Leginkább az 1949-es „Candy Kisses” című slágeréről ismert. Az apja Lorrie Morgan countryzene sztár énekesnőnek.

## Pályafutása
Néhány más kortársával – főleg Eddy Arnolddal és Jim Reeves-szel – „dalnokként”-ként emlegették, mert énekstílusa jobban hasonlított Bing Crosby vagy Perry Como stílusára, mint Ernest Tubbére vagy Lefty Frizzellére. Morgan 1948 óta a Grand Ole Opry tagja volt. Leginkább a Columbia Records „Candy Kisses” című dala miatt emlékeznek rá, amely 1949-ben három hétig a Billboard countryzenei toplistájának első számú slágere volt.  Számos „rózsa” témára épülő slágere  volt: „Room Full of Roses”, „Red Roses for a Blue Lady”, „Red Roses from the Blue Side of Town”...
A Vic McAlpin és Jack Toombs által írt „Almost” című dala 1952--ben) Morgan második milliós eladási rekordja volt.
Az 1950-es évek elején a Missouri állambeli Springfieldben a RadiOzark Enterprises 15 perces országos rádióműsorát vezette. 1974-ben Morgan volt az utolsó ember, aki a Ryman Auditorium színpadán énekelt, mielőtt a Grand Ole Opry az új Grand Ole Opry House-ba költözött. Egy héttel később ő volt az első, aki ezen a helyszínen énekelt.
George Morgan 1975-ben szívrohamban halt meg, miután nyílt szívműtéten esett át.

## Albumok
- 1964: Tender Lovin' Care
- 1964: Slippin' Around
- 1965: Red Roses for a Blue Lady
- 1967: Candy Kisses
- 1967: Country Hits by Candlelight
- 1968: Steal Away
- 1968: Barbara
- 1969: Sounds of Goodbye
- 1969: Like a Bird
- 1971: Real George
- 1974: Red Rose from the Blue Side of Town
- 1974: Somewhere Around Midnight
- 1975: A Candy Mountain Melody
- 1975: From This Moment On

### Kislemez sikerek
- 1949: Candy Kisses
- 1949: Room Full of Roses
- 1964: Slippin' Around / Marion Worth
- 1975: In the Misty Moonlight

## Díjak
- Country Music Hall of Fame